# Estela Molly
Estela Noemí Nefimar Meyranx, conocida como Estela Molly (Buenos Aires, Argentina; 19 de agosto de 1943-Ibidem, 13 de agosto de 2017) fue una actriz argentina de radio, cine, teatro y televisión, hija de quienes también fueron actores Noemí Laserre y Ricardo Lavié. Estuvo casada con Sergio de los Santos, antiguo camarógrafo de Canal 9 y predicador. Prima del actor Juan Ignacio Machado.

## Biografía

### Sus inicios
Un sábado en que Estela Molly fue al teatro Boedo a ver actuar a sus padres —ella estaba cursando la escuela primaria— una de las actrices tuvo un ataque de apendicitis y por ello tuvo la oportunidad de reemplazarla en su papel. Más adelante fueron Esteban y Juan Serrador quienes la convocaron para trabajar una temporada en Mar del Plata en la obra No es fácil ser mujer, de Peter Schaffer. 

### Debut televisivo
En televisión comenzó en Canal 9 en 1960 en un pequeño papel en la miniserie El Fantasma de la Ópera, adaptación de Luis Peñafiel de la obra de Gastón Leroux, puesta en escena y actuación de Narciso Ibáñez Menta y dirección de Marta Reguera. Ese mismo año tuvo el protagónico femenino en otra miniserie realizada por el mismo equipo para la televisión argentina, ¿Es usted el asesino?. Siempre con Ibáñez Menta, protagonizó en 1961 junto a Milagros de la Vega la versión para televisión de la novela Ceremonia secreta de Marco Denevi, lo que le valieron elogios y premios por su excelente labor. 
Participó en teleteatros como Las rosas abren de noche, Las solteras, Salto a ciegas, Los días oscuros, El hombre que trajo el mar y en otros programas, como En casa de los Videla, con Malvina Pastorino, Sergio Renán y Susana Rinaldi; La chicas, con Violeta Rivas y Selva Alemán; Teleteatro de jóvenes, con Selva Alemán, Norberto Suárez, Marta González y Haydée Padilla; Su comedia favorita, con Guillermo Bredeston; Sátiro, con Narciso Ibáñez Menta, Alta Comedia, con Raúl Rossi en una versión de Los miserables y Todo es amor con Jorge Luz, Osvaldo Brandi y María Valenzuela.  
Junto al primer actor Osvaldo Pacheco protagonizó en el ciclo Viernes de Pacheco, la representación de Querer y cerrar los ojos, Retazo, La peor del colegio y Con el agua en las manos. Trabajó asimismo en Libertad condicionada, junto a Susana Campos, Alicia Bruzzo, Juan Carlos Dual y Patricia Palmer.

### Teatro
Su primer trabajo destacado en el escenario fue en Ejercicio para cinco dedos, dirigida por David Stivel en el Teatro Lola Membrives, junto a actores de la talla de Elina Colomer, Santiago Gómez Cou, Walter Vidarte y Guillermo Bredeston. Posteriormente ingresó al elenco del Teatro Nacional Cervantes para actuar en diversas obras: Los invisibles, de Gregorio de Laferrère; Donde la muerte clava sus banderas, de Omar del Carlo; La verdad sospechosa, de Juan Ruiz de Alarcón; La dama boba, de Lope de Vega, dirigida por Esteban Serrador. 
Otras actuaciones de Estella Molly fueron en Nuestro pueblo, de Thornton Wilder, junto a Eva Franco en el Teatro Argentino de La Plata; Canción de cuna, en el escenario del Museo Larreta; Flor de cactus, con Amelia Bence; El violinista sobre el tejado con Raúl Rossi y Paulina Singerman y en otra oportunidad, con Pepe Soriano; la comedia musical Perdón por mi pasado, donde cantó ocho temas; Divinas palabras en el Teatro Coliseo, junto a María Casares, Carlos Estrada, Osvaldo Pacheco, Javier Portales, Cipe Lincovsky y Noemí Laserre. Hizo una temporada de zarzuelas en el Teatro Avenida junto a Luis Aguilé con la comedia musical Violado y abandonado.
También trabajó en Calle 42, con Violeta Rivas, en Los siete gatitos en el Teatro Nacional Cervantes, en Mi bella dama y, en 2004, en Club Casino.  
A propuesta de Alejandra Boero el Teatro General San Martín la contrató para cubrir el rol de Adela en La casa de Bernarda Alba y la incorporó a su elenco estable. En este teatro interpretó a la Roxana de Cyrano de Bergerac acompañado a Ernesto Bianco, bajo la dirección de Osvaldo Bonet. En El alcalde de Zalamea, dirigida por Omar Grasso, tuvo a su cargo un monólogo de 20 minutos de duración. Se recuerda como una creación memorable su actuación como una joven borracha, mal hablada y grosera en Escenas de la calle.
En 2016, formó parte del estreno de la obra de teatro Coqueluche junto con Fabián Mazzei, Georgina Barbarossa, Bárbara Vélez y Felipe Colombo.

## Cine
Participó en la película Cleopatra era Cándida con Niní Marshall, en Ritmo nuevo, vieja ola y Los hipócritas —inspirada en el caso Penjerek— acompañando en ambos casos a Tita Merello. También en películas musicales como El Club del Clan, Fiebre de primavera, Muchachos impacientes, Ritmo, amor y juventud, La familia hippie o picarescas como Cómo seducir a una mujer, Coche cama, alojamiento, Amante para dos. Por su actuación en La mayoría silenciada, dirigida por Zuhair Jury, recibió un premio en un festival provincial.

## Estudios teatrales
Estela Molly estudio durante muchos años con el profesor Roberto Durán y a raíz de su actuación junto a Irma Córdoba en La invitada al castillo, de Anouilh, obtuvo de la Organización de Estados Americanos una beca para la Universidad de Arte Católico de Washington.

## Televisión

### Telenovelas
- Con alma de tango (1994) - Annie
- Matrimonios y algo más (1987) - Ángela
- Libertad condicionada (1985-1987) - Mariana Lombardo
- Jugarse entero (1983) - Paulina Benegas
- La historieta (1983) - Margarita Noguera
- La pasión de Isabel (1982) - Isabel Fernández Gallardo
- La Torre en jaque (1981) - Josefina
- El derecho de nacer (1978) - Matilde del Junco Balmaceda de Galarza
- El exterminador (1972) - Edna
- Todo es amor (1972) - Gabriela
- Sátiro (1969) - Esther
- Nuestra galleguita - Sara
- Ella, la gata (1967-1968) - Isabel
- Las chicas (1966) - Greta Villalobos
- El sátiro (1963) - Esther
- Silvia muere mañana (1962) - Zulema
- ¿Es usted el asesino? (1961) - Amanda
- Ceremonia secreta (1960) - Cecilia

### Programas
- Las comedias de Darío Vittori (1989) - Coca (Episodio: La casa de tutti quanti)
- La bonita página (1989) -  Griselda (Episodio: "El bulín de la calle Ayacucho")
- La comedia del domingo (1982-1983) - Varios
- Como en el teatro (1982) - Rosario (Episodio: El vivo mas vivo de los vivos)
- Las 24 horas (1981-1982) - Varios
- Humor a la italiana (1974) - Hilda (Episodio: Tramposo, pero simpático)
- Vermouth de teatro argentino (1974) - Fátima (Episodio: El centroforward murió al amanecer)
- Teatro como en el teatro (1973-1975) - Varios
- El teatro de Myriam de Urquijo (1973) - Diana (Episodio: El plato de sopa)
- Teatro argentino (1973) - Alicia (Episodio: El bilingüe)
- La comedia de la tarde (1971) - Varios
- Alta comedia (1970-1972) - Varios
- Alegre teatro del domingo (1970) - Varios
- Gran teatro universal (1970) - Helena (Episodio: Tu juventud)
- Su comedia favorita (1970) - Alfonsina (Episodio: Tres Señoritas Malbrán y un Señor Andrés)
- Viernes de Pacheco (1968) - Carmen (Episodio: Con el agua en las manos)
- Teleteatro Odol (1962) - Angélica (Episodio: Las rosas se abren de noche)
- Obras maestras del terror (1960) - Varios

## Filmografía
- Génesis (corto - 2006) … Mercedes
- La mayoría silenciada (inédita - 1986)
- Amante para dos (1981)
- La familia hippie (1971)
- Coche cama, alojamiento (1967) … Claudia
- Cómo seducir a una mujer (1967)
- Ritmo, amor y juventud (1966)
- Muchachos impacientes (1966)
- Los hipócritas (1965) … Haydée Borello
- Fiebre de primavera (1965)
- Ritmo nuevo, vieja ola (1964)
- Cleopatra era Cándida (1964)
- El Club del Clan (1964)